# Gigafactory 1

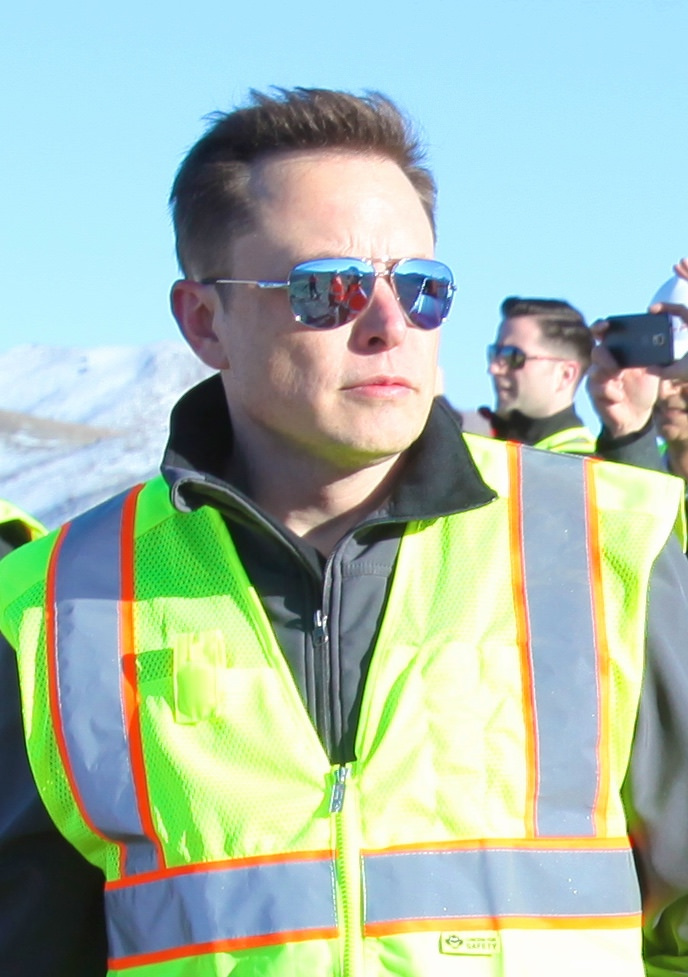
Elon Musk na prohlídce Gigafactory v březnu 2015

Tesla Gigafactory 1 (nebo také Gigafactory Nevada) je výrobní závod na lithium-iontové akumulátory pro firmu Tesla Inc., která byla slavnostně otevřena 29. července 2016. Nachází se v průmyslové zóně Tahoe Reno Industrial Center v okrese Storey v americkém státě Nevada. Sekce A od prvního čtvrtletí roku 2016 vyrábí tzv. Tesla Powerwall, což je domácí Tesla baterie. V lednu 2017 zahájila sériovou výrobu článků lithium-iontových akumulátorů pro automobil Tesla Model 3. V srpnu 2018 bylo tempo produkce baterií již 20 GWh ročně, což v té době bylo více než všechny ostatní automobilky dohromady.
Do továrny investovala Tesla Inc. spolu s japonskou firmou Panasonic, odhadovaná cena stavby má pohybovat kolem 5 miliard USD.

## Historie
Spekulace o výstavbě této budovy Tesla zveřejnila v roce 2013, v červnu 2015 začaly stavební práce, má být dostavěna v roce 2020. V tu dobu bude největší budovou na světě podle rozlohy.
Díky masové výrobě by baterie měly být ve výsledku levnější[zdroj⁠?!] a přívětivější k životnímu prostředí[zdroj⁠?!], například díky efektivní recyklaci v továrně. Gigafactory bude čerpat energii z obnovitelných zdrojů energie.

## Sesterské závody
Tesla Gigafactory 2 (známá jako Gigafactory New York) se měla začala stavět v září 2014 ve městě Buffalo ve státě New York a byla dokončena v roce 2017.. Gigafactory 3 (známá jako Gigafactory Shanghai) byla postavena v letech 2018 až 2019, přičemž v říjnu 2019 v ní byl zahájen provoz. Další Gigafactory byla naplánována pro Evropu, dříve se uvažovalo o České republice, ale nakonec byla postavena v Německu nedaleko Berlín a označuje se také jako Gigafactory Berlin-Brandenburg nebo Giga Berlin  Gigafactory 5 známá jako Gigafactory Texas (Giga Texas nebo Giga Austin) byla vybudována v letech 2020 až 2022. 
Pojem „gigafactory” (gigatovárna) se však začal používat i pro obří továrny na baterie jiných výrobců, než je Tesla. Česká vláda jednal o výstavbě podobného závodu nedaleko Plzně, ale v říjnu 2023 firma Volkswagen oznámila, že koncern nebude v současnosti rozhodovat o možných dalších lokalitách pro výstavbu gigafactory na baterie v Evropě a ze záměru sešlo.

## Produkty
Firma vyvíjí bateriové úložiště pro domácnosti, Powerwall s kapacitou 13,5 kWh, a podniky, Powerpack s kapacitou 210 kWh. Dalším evolučním stupněm bateriových úložišť je pak Megapack. Ten má o 60 % větší hustotu baterie než Powerpack, takže nabízí 3 megawatthodiny (MWh). Pro srovnání, o něco méně (2,5 MWh) spotřebuje průměrná česká domácnost za rok, pokud jí elektřina neslouží k vytápění, ani k ohřevu vody.